# Gnoje
Gnoje – polski film obyczajowy z 1995 roku w reżyserii Jerzego Zalewskiego, na motywach powieści Andrzeja Stasiuka Biały kruk.

## Opis fabuły
Pijani Gąsior (Olaf Lubaszenko), Mały (Mirosław Baka), Kostek (Mariusz Bonaszewski) i Wasyl (Piotr Bajor) wyruszają z Warszawy do mieszkającego na pustkowiu przyjaciela, Cześka (Artur Żmijewski). Podczas podróży stają się uczestnikami nieoczekiwanych wydarzeń, będących wynikiem absurdalnych zbiegów okoliczności oraz efektem manipulacji Kostka, niespełnionego pisarza.

## Obsada
- Olaf Lubaszenko − jako Gąsior
- Mirosław Baka − jako Mały
- Mariusz Bonaszewski − jako Kostek
- Piotr Bajor − jako Wasyl Bandurko
- Artur Żmijewski − jako Czesiek
- Edyta Olszówka − jako Katarzyna, była dziewczyna Cześka
- Danuta Stenka − jako partnerka Cześka w Bieszczadach
- Jerzy Nowak − jako Hryćko, staruszek w Bieszczadach
- Artur Sokołowski

i inni